# 6885 Nitardy
6885 Nitardy eller 9570 P-L är en asteroid i huvudbältet som upptäcktes den 17 oktober 1960 av den nederländsk-amerikanske astronomen Tom Gehrels och det nederländska astronomparet Ingrid van Houten-Groeneveld och Cornelis Johannes van Houten vid Palomarobservatoriet. Den är uppkallad efter John H. Nitardy.
Asteroiden har en diameter på ungefär 3 kilometer och den tillhör asteroidgruppen Henan.